# Megachile atopognatha
Megachile atopognatha is een vliesvleugelig insect uit de familie Megachilidae. De wetenschappelijke naam van de soort is voor het eerst geldig gepubliceerd in 1933 door Cockerell.